# サヴェッジ・ポエトリィ
『サヴェッジ・ポエトリィ』（原題；The Savage Poetry）は、ドイツのパワーメタルバンド・エドガイが2000年に発表した、自主制作盤を除けば4作目のスタジオ・アルバム。自主制作盤『Savage Poetry』を、2000年当時のラインナップで再録音した内容である。

## 解説
オリジナルの『Savage Poetry』では最初の3曲が「キー・トゥ・マイ・フェイト」、「ハロウド」、「ミスガイディング・ユア・ライフ」の順になっていたが、本作では曲順が変更された。ドイツでは自主制作盤『Savage Poetry』をボーナス・ディスクとして抱き合わせたCD2枚組の限定盤もリリースされており、日本盤には自主制作盤『Savage Poetry』からの4曲がボーナス・トラックとして追加されている。

## 収録曲
特記なき楽曲はトビアス・サメット作。作詞は全曲ともサメットによる。
1. ハロウド "Hallowed" – 6:15
2. ミスガイディング・ユア・ライフ "Misguiding Your Life" – 4:04
3. キー・トゥ・マイ・フェイト "Key to My Fate" – 4:31
4. サンズ・オブ・タイム "Sands of Time" – 4:39
5. セイクリッド・ヘル "Sacred Hell" – 5:34
6. アイズ・オブ・ザ・タイラント "Eyes of the Tyrant" – 10:00
7. フローズン・キャンドル "Frozen Candle" (Tobias Sammet, Jens Ludwig) – 7:14
8. ローゼズ・トゥ・ノー・ワン "Roses to No One" – 5:43
9. パワー・アンド・マジェスティ "Power and Majesty" (T. Sammet, J. Ludwig) – 4:53

### 日本盤ボーナス・トラック
1. ミスガイディング・ユア・ライフ [1995ヴァージョン] "Misguiding Your Life [1995 Version]" – 4:09
2. セイクリッド・ヘル [1995ヴァージョン] "Sacred Hell [1995 Version]" – 6:07
3. ローゼズ・トゥ・ノー・ワン [1995ヴァージョン] "Roses to No One [1995 Version]" – 5:44
4. サンズ・オブ・タイム [1995ヴァージョン] "Sands of Time [1995 Version]" – 5:04

## 参加ミュージシャン
- トビアス・サメット  ボーカル、キーボード、ベース(1995 Version)
- イェンス・ルドヴィグ - ギター
- ディルク・ザウアー - ギター
- トビアス・エクセル - ベース(1995 Versionには不参加)
- フェリックス・ボーンケ - ドラムス(1995 Versionには不参加)
- ドミニク・ストール - ドラムス(1995 Versionのみ)

アディショナル・ミュージシャン
- フランク・ティッシャー - ピアノ(on #4)
- Ralf Zdiarstek - バッキング・ボーカル
- Markus Schmitt - バッキング・ボーカル